# Cotonou V
Cotonou V è un arrondissement del Benin situato nella città di Cotonou (dipartimento del Litorale) con 35.572 abitanti (dato 2006).